# Winthellia brevicornis
Winthellia brevicornis là một loài ruồi trong họ Tachinidae.